# Herbert Heinrich
Herbert Heinrich (Lipsia, 29 luglio 1899 – Düsseldorf, 2 marzo 1975) è stato un nuotatore tedesco.

## Carriera
Fortemente specializzato nello stile libero e nelle staffette, ha vinto 5 medaglie complessive ai campionati europei di nuoto.

## Palmarès
- Europei

Budapest 1926: oro nella 4x200m stile libero e argento nei 400m stile libero.
Bologna 1927: oro nella 4x200m stile libero e argento nei 400m stile libero.
Parigi 1931: argento nella 4x200m stile libero.